# Duliskovich Sándor
Duliskovich Sándor (Galambos, 1923. december 23. – Komárom, 1985. január 24.) magyar katonatiszt, az 1956-os forradalom egyik résztvevője. Komáromban a helyi nemzetőrség parancsnokaként működött, ezért több éves szabadságvesztéssel sújtották.

## Élete
A kárpátaljai Galambos községben született Duliskovich Eumén görögkatolikus lelkész, későbbi főesperes és Szabó Margit gyermekeként. Munkácsra járt gimnáziumba, a hatodik osztályt végezte, amikor az első bécsi döntés értelmében Kárpátalja ismét Magyarország része lett. Duliskovich 1940 májusában „jó” eredménnyel tette le érettségi vizsgáit, az ekkor már Árpád fejedelem nevét viselő állami gimnáziumban.
1941 októberében sorkatonai szolgálatra hívták be, melyet Munkácson a m. kir. III/1. harckocsi zászlóaljnál kezdett meg. Mint érettségizettet, tartalékos tiszti iskolára vezényelték, ennek első osztályát Rimaszombatban, illetve Hódmezővásárhelyen „igen jó” eredménynel végezte el.
A következő évben felvételt nyert a m. kir. honvéd Ludovika Akadémiára. Itt is „igen jó” eredménnyel végzett, így 1944. augusztus 20-án, 38-as rangszámmal hegyivadász hadnaggyá avatták. Azonnal harctéri szolgálatra vezényelték, a m. kir. 64. határvadász portyázó osztály 24/2-es erődszázadában kapott szakaszparancsnoki beosztást. A harcokban megtizedelődött század Beregrákos falu határában utóvédként visszamaradt, itt 1944. október 27-én az előrenyomuló szovjet páncélosok lerohanták őket. Neki néhány katonájával sikerült egy közeli hegyi faluba visszahúzódnia. Itt partizánok fogságába estek, de Duliskovich orosz nyelvtudásának köszönhetően sikerült meggyőznie a fegyvereseket, hogy engedjék őket szabadon.
Ezután hazatért Munkácson élő szüleihez, majd egy ideig segédtanítóként vállalt munkát Kenézpatak községben. 1945 nyarán a határon átszökve a fővárosba ment, ahol szolgálattételre jelentkezett, az év decemberében pedig megnősült. Először a 11. kiegészítő parancsnokságon működött mint sorozótiszt és tolmács. Később a Honvéd Határőrség állományába osztották be, 1946 februárjától Táton volt határvadász őrsparancsnok. 1947. május 15-től Komáromba helyezték át, a 14/3. határvadász örs élére. December elsején főhadnaggyá léptették elő. 1948 elején Budapestre vezényelték a határvadász őrsparancsnoki és nyomozói tanfolyam elvégzése céljából, amelyet kiváló eredménnyel teljesített. Április elején lopás miatt vádat emeltek ellene, az eljárás végén egy hónapos fogházbüntetésre ítélték, szolgálati vétség elkövetése miatt. Július végén felmentették a szolgálatteljesítés alól, augusztusban megkapta a határvadász jelvény ezüst fokozatát. Szabadságvesztését 1948 augusztus 1. és szeptember 1. között töltötte le a Budapesti Honvéd Ügyészség Büntetőintézetében, Budapesten. Szabadon bocsátásával egyidejűleg nyugállományba helyezték.
Előbb a MÁV-nál, majd a komáromi 2. Mélyépítő Vállalatnál vállalt állást segédmunkásként. 1950 júliusában egy hónapos fogházbüntetésre ítélték, lopásért. 1955-ben munkahelyén sztahanovista lett, Kiváló Dolgozó címmel ismerték el.
1956 októberében Komáromban a Nemzeti Tanács tagja lett. Mint egykori hivatásos tiszt, ő lett a városban működő nemzetőrség parancsnoka. A forradalom bukása után, 1957 március elején közbiztonsági őrizetbe vették (internálták) Tatabányán, és csak augusztusban helyezték előzetes letartóztatásba. Ekkor indult meg ellene a nyomozás is.

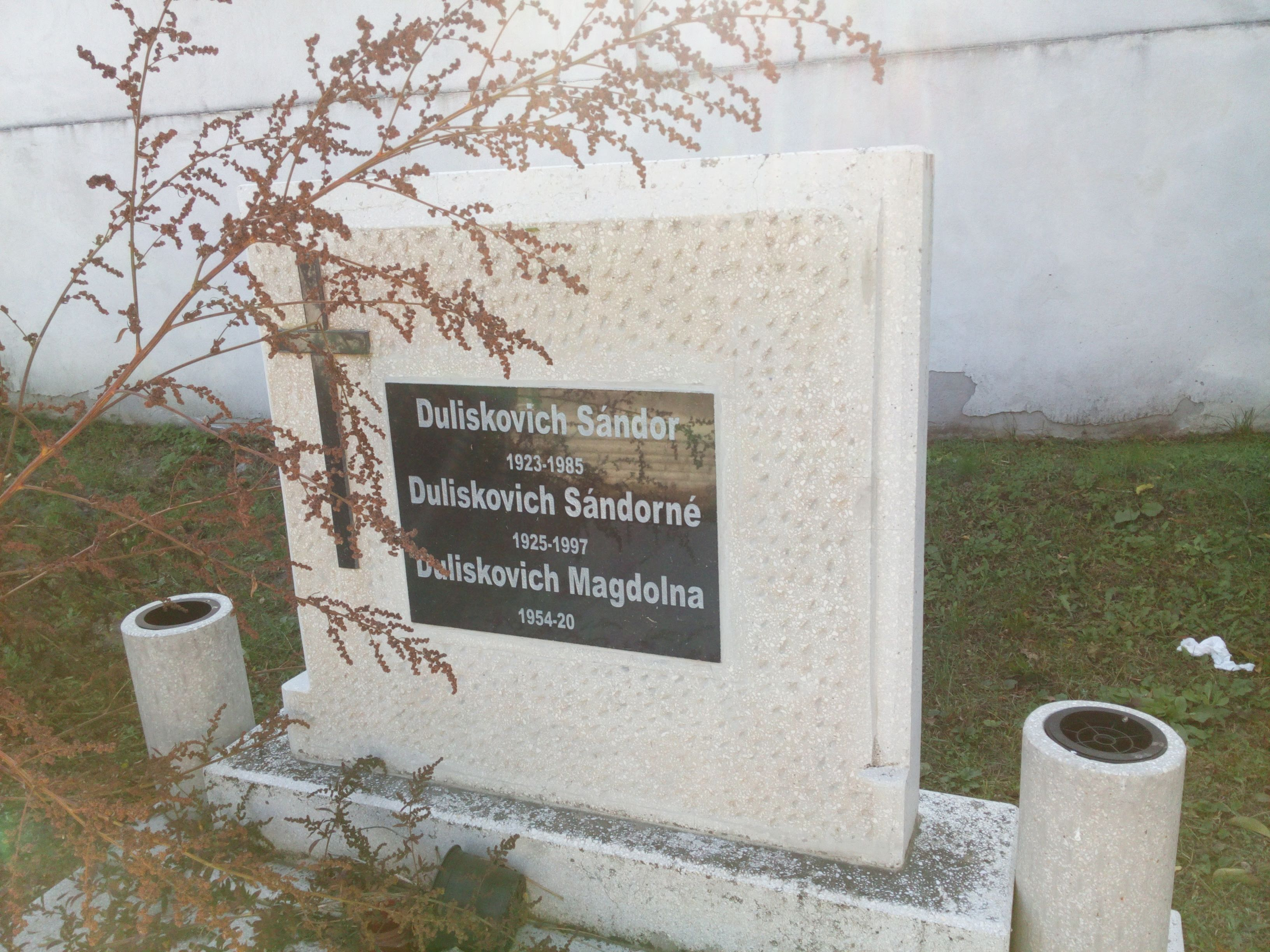
Duliskovich Sándor sírja a komáromi temetőben

1958 februárjában az Esztergom Megyei Bíróság a népi demokratikus államrend megdöntésére irányuló mozgalomban való részvételéért első fokon egy év három hónap börtönbüntetésre ítélte. Júliusban az ítéletet a Legfelsőbb Bíróság három év kilenc hónapra súlyosította. Főhadnagyi rendfokozatától megfosztották, lefokozták honvéddé.
1959 novemberében feltételesen szabadlábra helyezték, a Komárom Megyei Építőipari Vállalatnál (KOMÉP) tudott elhelyezkedni segédmunkásként. Később bérelszámolóként, majd a technikum elvégzése után normásként foglalkoztatták. Ezt követően árkalkulátorként is dolgozott, majd főiskolát végzett, így 1973-tól árszakértőként dolgozhatott. A belügyi szervek az 1970-es évekig megfigyelés alatt tartották. 1985. január 24-én hunyt el, a komáromi temetőben nyugszik. 